# بیورن استیلر
بیورن استیلر (انگلیسی: Bjørn Stiler; ۲۴ ژوئیهٔ ۱۹۱۱ – ۳۰ مارس ۱۹۹۶) دوچرخه‌سوار اهل دانمارک بود.